# Флерт (филм)
Флерт је српски филм снимљен 2005. године који су режирали Радослав Војновић, Младен Шевић, Владимир Поповић и Никола Мишић који је написао и сценарио.
"Флерт" је дипломски филм студената режије Академије умјетности "Браћа Карић" - Владимира Поповића, Радослава Војиновића, Младена Шевића и Николе Мишића.